# Fokovci
Fokovci (mađarski: Úrdomb, prekomurski: Falkovci, ili Foukovci) je naselje u slovenskoj Općini Moravskim Toplicama. Fokovci se nalazi u pokrajini Prekomurju i statističkoj regiji Pomurju. 

## Stanovništvo
Prema popisu stanovništva iz 2002. godine naselje je imalo 231 stanovnika.